# Hawaiischer Ohrring
Im mathematischen Teilgebiet der algebraischen Topologie ist der Hawaiische Ohrring das einfachste Beispiel eines 
nicht semilokal einfach zusammenhängenden Raumes. Man spricht auch von „wilden Räumen“ oder „wilder Topologie“. Seine Fundamentalgruppe und seine erste Homologiegruppe sind überabzählbar.

## Definition

Der Hawaiische Ohrring. Das Bild zeigt nur die zehn größten Kreise.

Der Hawaiische Ohrring kann definiert werden als
{\displaystyle X=\bigcup _{n\in \mathbb {N} }\left\{(x_{1},x_{2})\in \mathbb {R} ^{2}:{\Bigl (}x_{1}-{\frac {1}{n}}{\Bigr )}^{2}+x_{2}^{2}={\frac {1}{n^{2}}}\right\}}.
Es handelt sich also um eine abzählbare Vereinigung von Kreisen, die einen einzelnen Punkt gemeinsam haben und deren Topologie von einer Metrik kommt, in der die Durchmesser der Kreise mit wachsendem {\displaystyle n} gegen Null konvergieren.

## Fundamentalgruppe und Homologie
Die Fundamentalgruppe des Hawaiischen Ohrrings ist überabzählbar und wurde von Eda beschrieben.
Ihre Abelisierung {\displaystyle H_{1}(X;\mathbb {Z} )} ist isomorph zu
{\displaystyle \mathbb {Z} ^{\omega }\oplus \bigoplus _{c}\mathbb {Q} \oplus {\widehat {\bigoplus _{c}\mathbb {Z} }}},
wobei {\displaystyle \mathbb {Z} ^{\omega }} das direkte Produkt abzählbar vieler Kopien der Gruppe der ganzen Zahlen, {\displaystyle c} die Mächtigkeit der reellen Zahlengerade {\displaystyle \mathbb {R} } und {\displaystyle {\widehat {\bigoplus _{c}\mathbb {Z} }}} die {\displaystyle \mathbb {Z} }-adische Vervollständigung der freien abelschen Gruppe vom Rang {\displaystyle c} ist.
Die höheren Homologiegruppen {\displaystyle H_{q}(X;\mathbb {Z} )} für {\displaystyle q>1} sind Null.

## Eigenschaften
Der Hawaiische Ohrring ist kompakt und eindimensional.
Er ist weder einfach zusammenhängend, noch lokal einfach zusammenhängend.
Er ist nicht semilokal einfach zusammenhängend.